# Wilhelm Burger (SS-Mitglied)
Wilhelm Max Josef Johann Burger (* 19. Mai 1904 in München; † 14. Dezember 1979 in Dachau) war ein deutscher SS-Sturmbannführer, Leiter der Standortverwaltung im KZ Auschwitz sowie Leiter der Amtsgruppe D IV im SS-Wirtschafts- und Verwaltungshauptamt.

## Leben
Wilhelm Burger war der Sohn eines Rechtsanwaltes. Er absolvierte nach seiner Schullaufbahn eine Ausbildung zum Lehrer. Er war jedoch in diesem Beruf nicht tätig, sondern arbeitete als Versicherungsvertreter, bis er im Zuge der Weltwirtschaftskrise arbeitslos wurde. Zum 1. September 1932 trat er der NSDAP (Mitgliedsnummer 1.316.366) und der SS (SS-Nummer 47.285) bei. Als Burger 1935 SS-Verwaltungsführer wurde, ließ er sich von seiner jüdischen Frau scheiden, um bei der SS als Verwaltungsführer Karriere zu machen. Nach Ausbruch des Zweiten Weltkrieges nahm Burger am Frankreichfeldzug und später dem Krieg gegen die Sowjetunion mit dem SS-Totenkopf-Infanterieregiment I bis zum Mai 1942 teil. Im selben Jahr wurde er zum SS-Sturmbannführer befördert. Im Juli 1942 übernahm Burger als Verwaltungsführer die Leitung der Standortverwaltung des KZ Auschwitz und blieb auf diesem Posten bis Ende April 1943; sein Nachfolger in dieser Funktion war Karl Möckel. Anschließend wurde er in das SS-Wirtschafts- und Verwaltungshauptamt versetzt und fungierte dort als Leiter der Amtsgruppe D IV (Inspektion der Konzentrationslager) bis zum Anfang Mai 1945. Anfang Mai flüchtete er als Teil des Amtes D über die sogenannte Rattenlinie Nord nach Flensburg.
Nach Kriegsende tauchte Burger unter dem Falschnamen Georg Bauer unter und bestritt seinen Lebensunterhalt als Versicherungsvertreter. Im März 1947 wurde er festgenommen und von der amerikanischen Militäradministration interniert. Im Zuge der Nürnberger Prozesse wurde er mehrmals als Zeuge vernommen. Im Januar 1948 wurde er nach Polen ausgeliefert und dort vor Gericht gestellt. Er wurde am 9. April 1952 in Krakau zu fünf Jahren Haft verurteilt. Am 7. Oktober 1953 wurde das Strafmaß unter Anrechnung seiner Haftzeit in amerikanischer Internierung durch den Obersten Polnischen Gerichtshof in Warschau auf acht Jahre Haft erhöht.
Im Mai 1955 wurde er in die Bundesrepublik Deutschland überstellt. Er lebte danach in Dachau und arbeitete als Prokurist bei den Bayrischen Spritzgußwerken. Im zweiten Auschwitzprozess (Verfahren „4 Ks 3/63 gegen Burger u. a.“) vor dem Landgericht Frankfurt am Main, der am 14. Dezember 1965 begann und am 16. September 1966 endete, stand er mit zwei weiteren Angeklagten vor Gericht. Burger wurde vom Landgericht Frankfurt am Main wegen der Beschaffung von Zyklon B zur Vergasung von Häftlingen im KZ Auschwitz zu acht Jahren Zuchthaus verurteilt. Diese Strafe wurde aber mit der Untersuchungshaft und der in Polen abgesessenen Haftstrafe verrechnet, weshalb er unverzüglich freikam.